# Komtesse Mizzi
Komtesse Mizzi ist eine 1975 im Auftrag von Österreichischem Rundfunk und Zweitem Deutschen Fernsehen entstandene Fernsehadaption der 1909 uraufgeführten Komödie Komtesse Mizzi oder Der Familientag von Arthur Schnitzler. Die gegenüber dem Original nur unwesentlich gekürzte Fassung entstand unter der Regie von Otto Schenk mit Christine Ostermayer in der Titelrolle.

## Handlung
Egon Fürst Ravenstein besucht Graf Arpad Pazmandy in dessen Wiener Villa und teilt dessen Tochter, Komtesse Mizzi, überraschend die Ankunft ihres gemeinsamen Sohnes Philipp mit, den letztere kurz nach der Geburt hergeben musste und den der Fürst inzwischen adoptiert hat. Gleichzeitig erscheint auch die langjährige Geliebte des Grafen Charlotte Langhuber, genannt Lolo, um sich wegen ihrer bevorstehenden Heirat von ihm zu verabschieden. Nachdem sich auch Mizzi von ihrem derzeitigen Liebhaber, dem Kunstprofessor Windhofer, getrennt hat, beschließt man eine gemeinsame Urlaubsreise nach Ostende, was – unausgesprochen – einer Annahme des Heiratsantrags des Fürsten Ravenstein durch Komtesse Mizzi gleichkommt. 

## Kritiken
„Während Arthur Schnitzlers Komtesse Mizzi mit Handlung und Figuren ein Panorama der Wiener Gesellschaft der Jahrhundertwende darstellt, zeigt Otto Schenk in seiner Verfilmung von 1975, wie die Wiener Gesellschaft Schnitzlers Stücke in den sechziger und siebziger Jahren sehen wollte. Aufnahmen in sonnigem Gelb malen das Gesicht des unerschütterlichen, alternden Adels auf die Leinwand und Dialoge im leicht verschlafenen, aber unverkennbar erotisch konnotierten Wienerisch, tragen ihr weiteres zur Frühlingsstimmung von Schauspielerinnen, Schauspielern und Publikum bei. Auch dass da ganz nebenbei noch ein elternloser Siebzehnjähriger auftaucht und sich die Komtesse Mizzi lieber als »vorläufig tot« bezeichnen lässt, als sich zu ihrer Mutterschaft zu bekennen, und dass die große Liebe des Barons nach zwanzig Jahren einfach einen beinah mittellosen Fiaker heiratet, tut dem keinen Abbruch.“ (Barbara Eichinger)